# Carlos Espínola

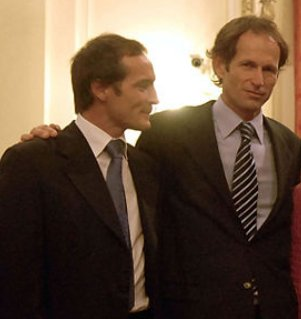
Carlos Espínola (links) mit seinem Segelpartner Santiago Lange, 2008

Carlos Mauricio Espínola (* 5. Oktober 1971 in Corrientes), Spitzname Camau, ist ein argentinischer Windsurfer, Segler und späterer Politiker. Mit zwei bronzenen und zwei silbernen olympischen Medaillen war Espinola der erste argentinische Olympiateilnehmer, der vier Medaillen gewinnen konnte.

## Sportliche Karriere
Espínola trainierte zuerst als Windsurfer im Club Náutico de La Totora in seiner Heimatprovinz. Sein erster großer Erfolg bestand im Gewinn der Silbermedaille bei den Panamerikanischen Spielen 1991 in Havanna auf Kuba. Bei den folgenden Panamerikanischen Spielen 1995 in Mar del Plata, Argentinien, gewann Espínola die Goldmedaille.
1996 wurde Espínola als Argentiniens Sportler des Jahres (Olimpia de Oro) ausgezeichnet. Bei den Olympischen Sommerspielen 1996 in Atlanta (USA) erhielt er die Silbermedaille im Windsurfen. Diesen Erfolg wiederholte er bei den Olympischen Sommerspielen 2000 in Sydney. Daneben gewann er die Goldmedaille bei der Europäischen Windsurfmeisterschaft 1998 in Griechenland.
Nach diesem Erfolg entschied sich Carlos Mauricio Espínola für einen Wechsel der Sportart. Statt im Windsurfen startete er bei den beiden folgenden Olympischen Spielen in der Tornadoklasse, der bisher schnellsten Olympischen Segelklasse. In dieser Disziplin gewann er bei den Spielen 2004 in Athen, ausgetragen im Olympischen Segelzentrum Agios Kosmas, und bei den Spielen 2008 in Peking, ausgetragen im Internationalen Segelzentrum Qingdao, jeweils die Bronzemedaille für Argentinien. Sein Bootspartner war in beiden Wettbewerben Santiago Lange.

## Politische Karriere
Nach seiner sportlichen Karriere widmete sich Espínola der Politik. Für die Jusitzialistische Partei wurde er 2009 zum Bürgermeister der Provinzhauptstadt Corrientes gewählt. Dieses Amt bekleidete er bis 2013. Von 2014 bis 2015 war er Sportminister unter der Präsidentin Cristina Fernández de Kirchner. 2015 wurde er als Abgeordneter in den Senado, das argentinische Oberhaus, gewählt.